# Oito Batutas
Oito Batutas foi um conjunto musical brasileiro criado em 1919 no Rio de Janeiro e formado por Pixinguinha na flauta, Donga e Raul Palmieri no violão, Nelson Alves no cavaquinho, China no canto, violão e piano, José Alves no bandolim e ganzá e Luis de Oliveira na bandola e reco-reco. O repertório do conjunto incluía choros, maxixes, canções sertanejas, batuques e cateretê.
O conjunto foi formado para apresentar-se no Cine Palais a pedido de seu gerente, Isaac Frankel, que ouvira o Grupo Caxangá, no qual tocavam Donga, Pixinguinha e João Pernambuco, um dos maiores violonistas da história do choro, autor de Luar do Sertão em parceria com Catulo. Estreou na sala de espera deste cinema, tornando-se uma atração a parte, maior até que os próprios filmes. Alguns dos admiradores do grupo eram Rui Barbosa e Ernesto Nazareth, que se revelara apresentando-se no Cine Odeon, situado exatamente defronte ao Palais, ambos na Cinelândia.
Pelo sucesso do grupo, os Batutas começaram a apresentar-se em festas em casas da alta sociedade, bem como no cabaré Assírio, no subsolo do Teatro Municipal - onde acompanharam os dançarinos Duque e Gaby. A convite destes, e com patrocínio de Arnaldo Guinle, os Batutas viajaram a Paris em 1922, apresentando-se por 6 meses na boate Schéhérazade. Depois de voltar ao Brasil, excursionaram também para Buenos Aires, onde fizeram gravações para a Victor argentina.

## Discografia
- "Meu passarinho/Até eu" (1923) Victor 78
- "Caruru/Urubu" (1923) Victor 78
- "Graúna/Me deixa, serpentina!" (1923) Victor 78
- "Lá-Ré/Pra quem é..." (1923) Victor 78
- "Se papai souber/Tricolor" (1923) Victor 78
- "Bataclan/Lá vem ele" (1923) Victor 78
- "Nair/Não presta pra nada" (1923) Victor 78
- "Falado/Já te digo" (1923) Victor 78
- "Três estrelinhas/Vira a casaca" (1923) Victor 78
- "Até a volta/Vitorioso" (1923) Victor 78
- "Oito Batutas" (1995) Revivendo CD